# Francesco Melzi

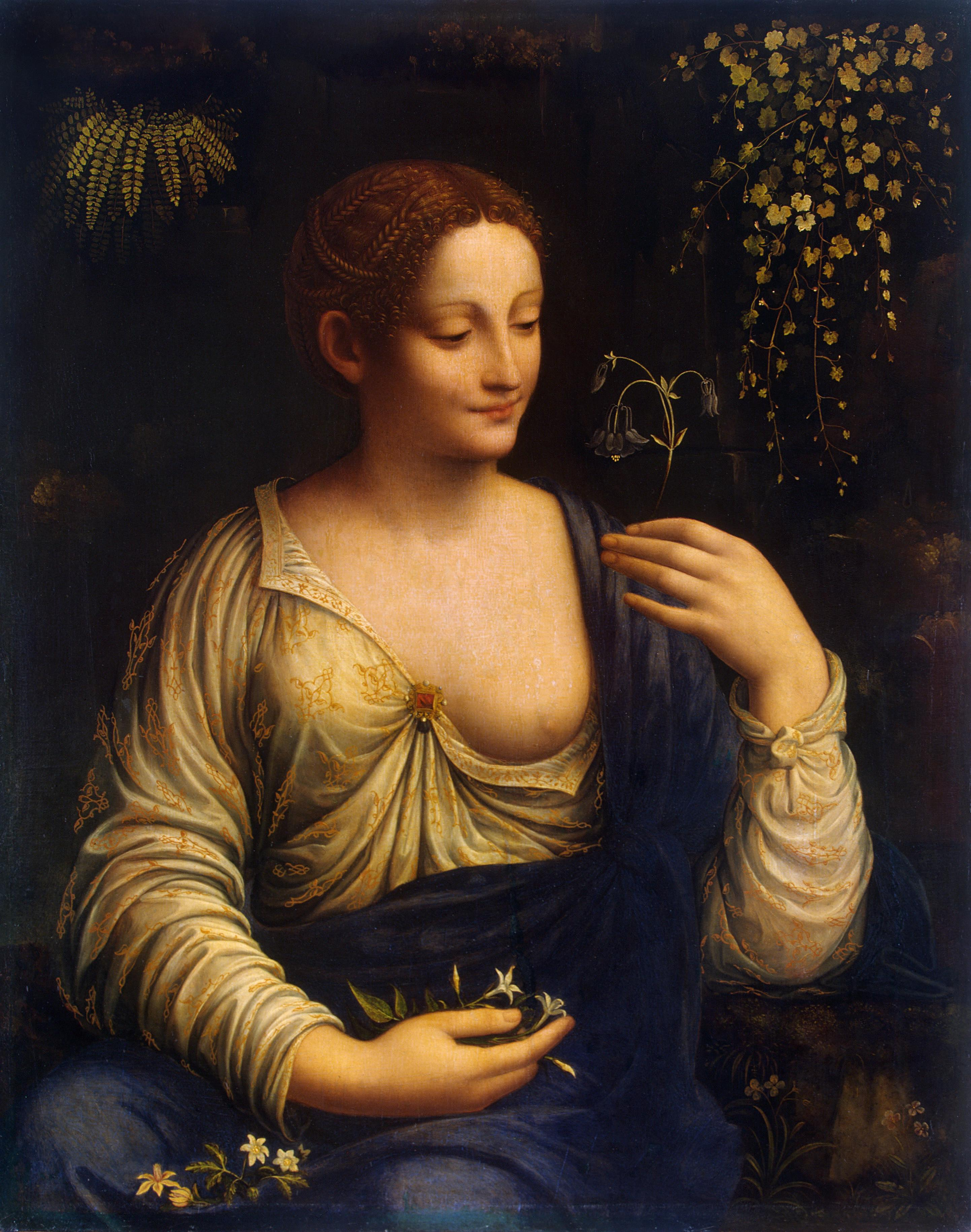
Flora

Francesco Melzi (właśc. Giovanni Francesco Melzi, ur. pomiędzy 1491 a 1493 w Mediolanie, zm. między październikiem a listopadem 1567) – włoski artysta renesansowy, syn Girolama Melziego, uczeń Leonarda da Vinci.

## Życiorys
Odebrał dobre wykształcenie i wychowanie. Był synem dowódcy milicji mediolańskiej. Siedzibą Melzich była największa willa w Vaprio d’Appa. Mógł był uczniem Bramantina.
Latem 1507 r. w Mediolanie poznał Leonarda da Vinci. Za zgodą ojca Leonardo adoptował Melziego. Po adoptowaniu chłopca Leonardo utrzymywał kontakt z rodziną Melzich.
Francesco Melzi pracował jako asystent i skryba Leonarda. Odpowiadał m.in. za porządkowanie notatek i korespondencję. U boku Leonarda uczył się malarstwa i rysunku. Jego najsłynniejszym dziełem jest portret Leonarda z profilu. Ponadto stworzył liczne kopie jego obrazów (m.in. zaginioną Ledę z łabędziem). Dzięki jego pracy ocalało do czasów współczesnych wiele rękopisów Leonarda.
Na dworze u króla Francji Franciszka I za swoją pracę otrzymywał od 400 talarów miesięcznie. Leonardo nazywał go zdrobniale Cecho i Cechino (zdrobnienia od Francesco).
Odkąd wstąpił do pracowni Leonarda stał się jego nieodłącznym towarzyszem. 24 września 1513 r. wyjechał z nim do Rzymu, a następnie do Francji. Giorgio Vasari podaje, że Melzi był wielce kochanym przez Leonarda. Nie jest jednak potwierdzone, czy Leonardo i Francesco utrzymywali relację o charakterze romantycznym bądź seksualnym. Zdaniem historyka sztuki Charlesa Nicholla Vasari w drugiej edycji Żywotów z 1568 r. dwuznacznie zasugerował, że Leonardo i Francesco byli w związku homoseksualnym. Melzi był tym, który powiadomił braci Leonarda o jego śmierci w liście z 1 czerwca 1519. Po śmierci Leonarda stał się jego spadkobiercą. Jako spuściznę po nim otrzymał jego pisma, rysunki i obrazy oraz trochę pieniędzy. Melzi był tym, który powiadomił rodzinę Leonarda o jego śmierci. Około 1530 roku Melzi wydał Codex Urbinus Latinus (też Codex Urbinas) – pierwszą wersję Traktatu o malarstwie Leonarda
Po śmierci Leonarda Melzi poślubił szlachciankę Angiolę Landriani, z którą spłodził ośmioro dzieci. Później sam stał się nauczycielem. Jego uczniem był m.in. Girolamo Figino.

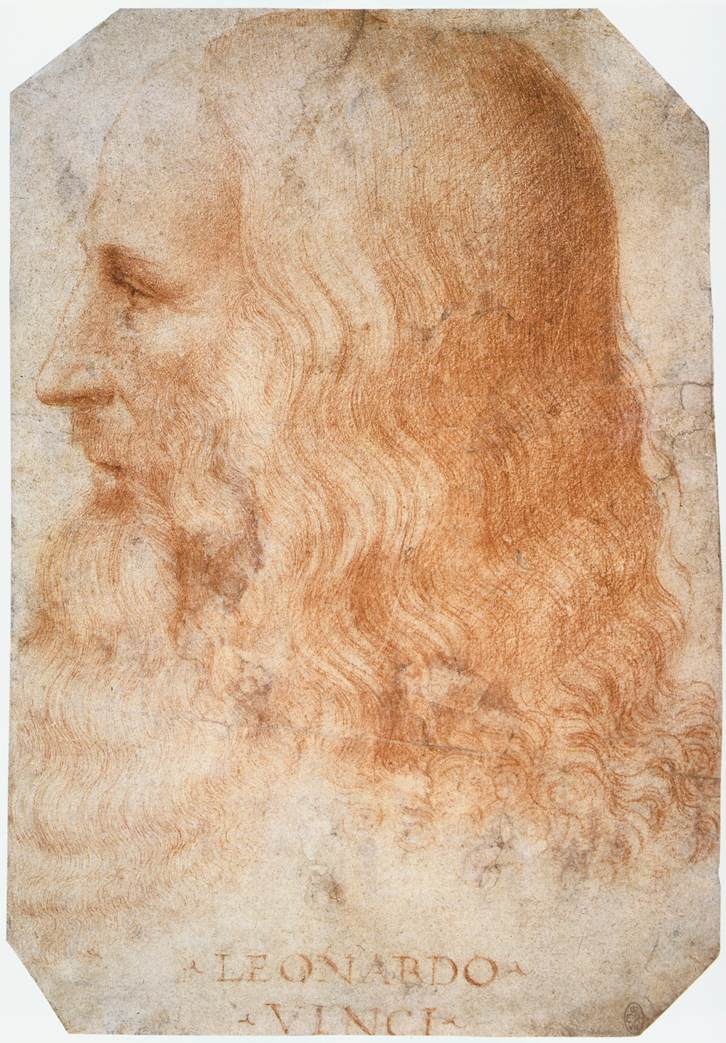
Portret Leonarda da Vinci, narysowany prawdopodobnie przez Melziego

Najprawdopodobniej obraz Młodzieniec z papugą (znany również jako Portret młodzieńca z papugą) z lat 50. XVI wieku stanowi autoportret Melziego.
W 1566 roku miał okazję poznać Giorgio Vasariego, autora Żywotów najsławniejszych malarzy, rzeźbiarzy i architektów, gdzie znalazła się biografia Leonarda. Spotykał się również z Giovannim Paolo Lomazzą, który również napisał biografię Leonarda.

## Twórczość
Francescowi przypisuje się wykonanie w latach 1510–1512 portretu z profilu, przedstawiającego Leonarda. Rysunek mógł być poprawiany przez narysowanego. Prawdopodobnie stworzył również portret Attusa, skarbnika Franciszka I. Dziełem uznawanym z całą pewnością za stworzone przez Melziego jest obraz Flora, pochodzący z ok. 1520 r. Prawdopodobnie namalował również portret Attusa, skarbnika króla Francji Franciszka I. Przypisuje mu się również obrazy Bachus i Wertumnus i Pomona (we współpracy z Casarem Bernazzanem).